# Tabar-Inseln
Die Tabar-Inseln (in der deutschen Kolonialzeit auch Gardner- oder Gardenerinseln genannt) bilden eine nördlich von Neuirland gelegene Vulkaninselgruppe im Bismarck-Archipel. Die drei Inseln gehören zur Provinz New Ireland, Papua-Neuguinea und sind Teil der Tabar-Lihir-Tanga-Feni-Inselkette. Die Inselgruppe hat eine Fläche von rund 270 km². Zur Volkszählung 2000 betrug die Bevölkerung 3920.
Die südliche Insel der Gruppe ist Tabar, oft auch Big Tabar genannt. Von ihr nur durch einen schmalen Kanal getrennt, liegt zentral die Insel Tatau. Diese beiden Inseln wurden früher irrtümlich für eine gehalten. Im Norden befinden sich Simberi und einige kleinere Inseln.
Die Inselgruppe wurde im Juni 1616 von den niederländischen Seefahrern Jacob Le Maire und Willem Cornelisz Schouten für Europa entdeckt. Sie wurden  Gardner- oder Gardenerinseln und von Abel Tasman Visscherinseln genannt.
Von 1885 bis 1899 gehörten die Tabar-Inseln zum sogenannten „Deutschen Schutzgebiet“ der Neuguinea-Kompagnie und von 1899 bis 1914 zur Kolonie Deutsch-Neu-Guinea. 1914 wurden die Inseln von australischen Truppen erobert, und nach dem Ersten Weltkrieg als Mandat des Völkerbundes von Australien verwaltet. Seit 1975 sind sie Teil des unabhängigen Staates Papua-Neuguinea.
Auf Simberi wird Gold im Tagebau gewonnen. Einer der ersten, der auf Tabar Gold fand, war der schwedische Seefahrer Carl Pettersson, dessen Leben Astrid Lindgren als historische Vorlage für Pippi Langstrumpfs Vater Efraim Langstrumpf gedient haben soll.